# Алебастровое стекло

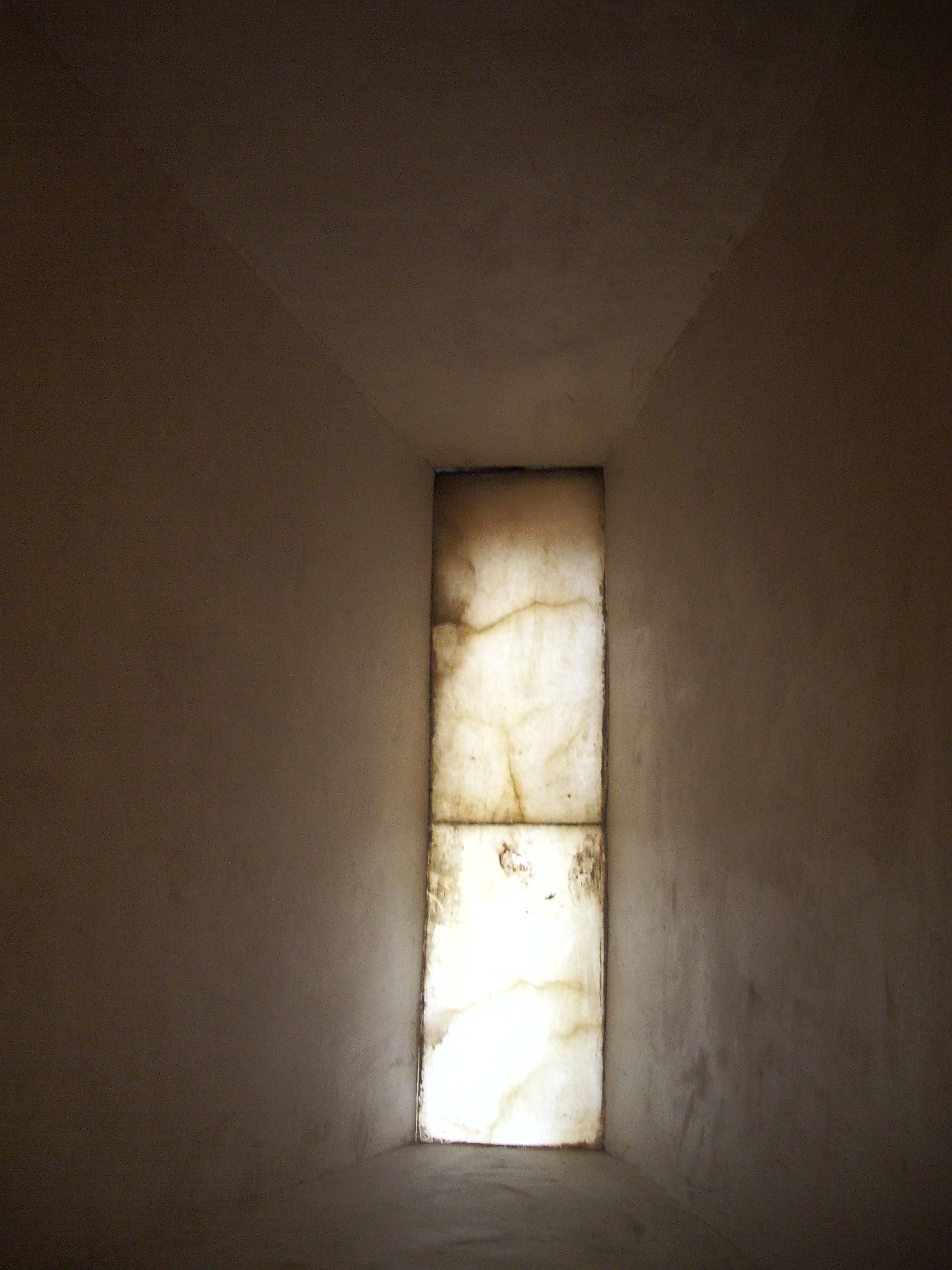
Окно с алебастровым стеклом во дворце Альхаферия (Сарагоса, Испания)

Алебастровое стекло — полупрозрачное стекло, получившее своё название от наружного сходства с алебастром.
Получают сплавлением при невысокой температуре смеси стеклянной массы с кремнезёмом.
Алебастровое стекло используется для изготовления разных предметов роскоши, фабрикацией которых в обширных размерах занимаются силезские, баварские и богемские стеклянные заводы. В большом спросе у покупателей алебастровое стекло, окрашенное в бирюзовый цвет, для чего прежде употреблялась хлористоводородная окись (минерал халкофилит — изумрудно-зеленого цвета), которую заменяют теперь кобальтовой окисью (минеральный пигмент красивого светло-синего цвета с зеленоватым оттенком).